# Phidippus insignarius
Phidippus insignarius là một loài nhện trong họ Salticidae.
Loài này thuộc chi Phidippus. Phidippus insignarius được Carl Ludwig Koch miêu tả năm 1846.